# Terapia da escuridão
Terapia da escuridão é a prática de manter as pessoas em completa escuridão por longos períodos de tempo na tentativa de tratar determinadas condições psicológicas. O corpo humano produz a hormona melatonina, que é responsável por apoiar os ritmos circadianos. A escuridão parece ajudar a manter esses ritmos circadianos estáveis. Alega-se que a terapia da escuridão foi fundada por um antropólogo alemão chamado Holger Kalweit. Uma forma de terapia no escuro é bloquear as luzes de comprimento de onda azuis para interromper a desintegração da melatonina. Alguns estudos mostraram que esse processo melhora a saúde do corpo humano, minimizando dores de cabeça, síndrome da fadiga crónica e insónia. 